# Миядзаки, Хаяо
Хая́о Миядза́ки (яп. 宮崎 駿 Миядзаки Хаяо, род. 5 января 1941, Токио, Японская империя) — японский режиссёр-аниматор. Вместе с Исао Такахатой основал анимационную студию Studio Ghibli, на которой выпущено большинство его фильмов. Миядзаки чаще всего работал в жанрах фэнтези («Унесённые призраками», «Принцесса Мононоке»), детской сказки («Мой сосед Тоторо», «Рыбка Поньо»), стимпанка («Лапута», «Ходячий замок») и магического реализма («Порко Россо», «Ветер крепчает»). Он снимал мультфильмы как для взрослых, так и для детей, отличающиеся яркой и детальной рисованной картинкой и частыми обращениями к японскому фольклору, нередко с антивоенным или экологическим подтекстом.
Его мультфильмы «Унесённые призраками» и «Мальчик и птица» удостоены премии «Оскар» за лучшие анимационные полнометражные фильмы. Также Миядзаки — обладатель почётного «Оскара» 2014 года «за оказание глубокого влияния на мировую анимацию».

## Имя и псевдонимы
Правильное написание фамилии Миядзаки иероглифами 宮﨑, но из-за технических ограничений иероглиф 﨑 часто заменяется аналогичным 崎.
Некоторые свои ранние произведения он выпускал под псевдонимами:
- Сабуро Акицу (яп. 秋津 三朗 Акицу Сабуро:)
- Цутому Тэруки (яп. 照樹 務 Тэруки Цутому)

## Биография

### Ранние годы

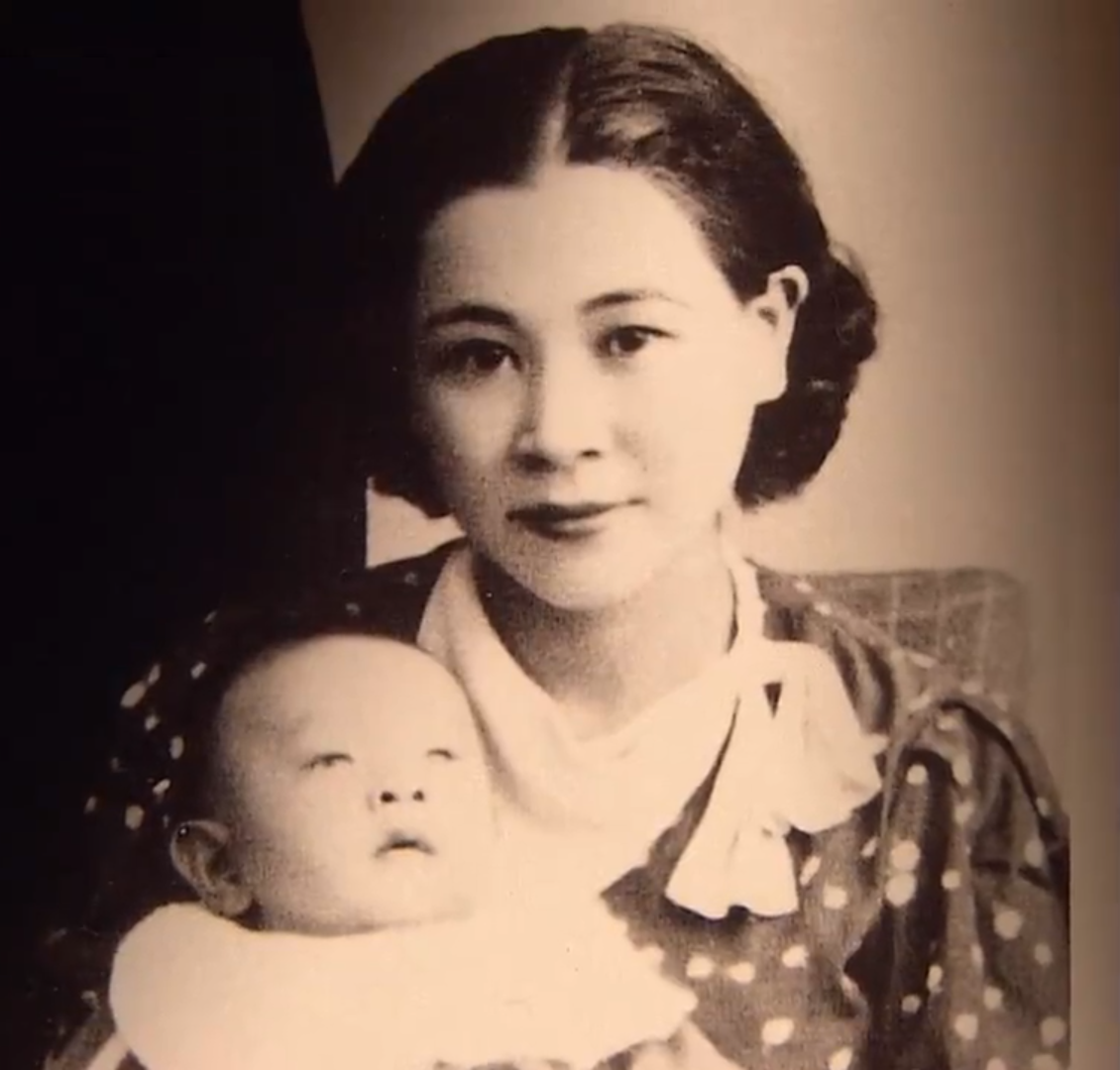
Хаяо Миядзаки в детстве на руках матери Ёсико Миядзаки

Хаяо Миядзаки родился в квартале Акэбоно-тё в одном из 23 специальных районов префектуры Токио — Бункё-ку, был вторым из четырёх братьев. Отец, Кацудзи Миядзаки (1915—1993), во время войны был директором «Миядзаки Эйрплейн», фабрики по изготовлению деталей к самолётам A6M Zero. Благодаря бизнесу отца семья Миядзаки жила в достатке. Хаяо с детства полюбил летающие устройства, и впоследствии это оказало значительное влияние на его творчество. Хозяином фабрики был брат отца. Во время войны, когда Хаяо было три года, семья была эвакуирована в город Уцуномия, а после бомбардировки города американскими войсками — в Кануму.
Мать, Ёсико Миядзаки (1911—1983), страдала туберкулёзом позвоночника. В период с 1947 по 1955 год она часто находилась в различных больницах, из-за чего семье приходилось много переезжать. С детства Миядзаки начал проявлять интерес к манге и мечтал стать мангакой. Он пробовал рисовать мангу самостоятельно, но остался недоволен первыми результатами. Существенное влияние в этом направлении на него оказали такие мангаки, как Тэцудзи Фукусима, Содзи Ямакава и Осаму Тэдзука. Большинство своих ранних работ Миядзаки уничтожил, так как считал для себя неправильным копировать стиль Тэдзуки и хотел развить собственный стиль рисования. Рисование людей давалось ему с трудом, так как на протяжении многих лет он рисовал преимущественно военную технику.
В 1947 году Миядзаки пошёл в начальную школу в Уцуномии, где окончил три класса. После того как его семья вернулась в Сугинами, Хаяо окончил четвёртый класс в начальной школе Омия и пятый класс в начальной школе Эйфуку. Затем он поступил в среднюю школу Омия. После её окончания Миядзаки начал обучаться в старшей школе Тоётама. В 1958 году, будучи в последнем классе старшей школы, Миядзаки увидел в кино анимационный фильм Hakujaden (рус. «Легенда о белой змее»). По его собственным словам, именно с этого момента он твёрдо решил стать аниматором. Решающее влияние на выбор профессии оказала анимационная лента Льва Атаманова «Снежная королева». Также сильное впечатление на него произвели «Забавные приключения мистера Уандербёрда».
В 1962 году Миядзаки поступил в университет Гакусюин на факультет политики и экономики. В 1963 году окончил его. В университете входил в клуб по изучению детской литературы. В этом клубе изучались, в основном, западные детские книги. В свободное от учёбы время он часто посещал своего учителя по искусству из средней школы, с которым обсуждал политику, жизнь и другие вещи.

### Начало карьеры

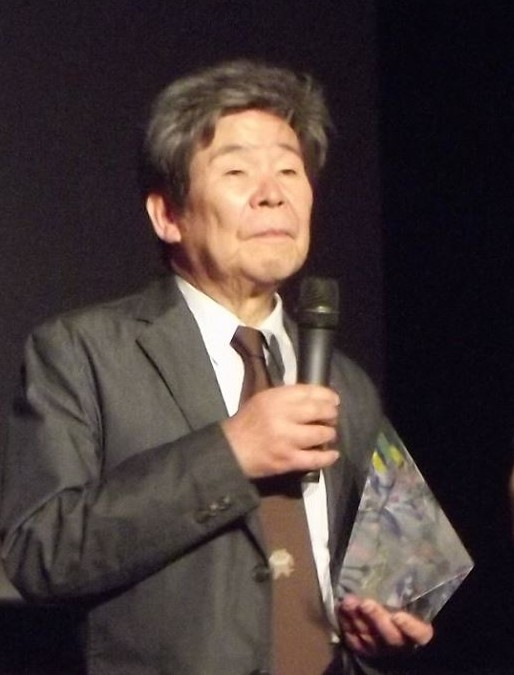
Исао Такахата, с которым Миядзаки впервые начал работать в 1964 году. Впоследствии они стали друзьями и работали вместе над многими произведениями

В апреле 1963 года Хаяо Миядзаки получил работу фазовщика в Toei Animation, и первым фильмом, над которым он работал в этой должности, стал Wan Wan Chuushingura. Также он принял участие в работе над первым сериалом компании Toei под названием Okami Shonen Ken. После работы над фильмом Gulliver no Uchuu Ryokou (Космические приключения Гулливера) руководство студии заметило талант Миядзаки в анимации и стало поручать ему более ответственные задачи; вместе с тем Миядзаки удалось добиться разрешения переписать концовку данного фильма. Несмотря на успех фильма о Гулливере, Миядзаки по-прежнему числился на студии фазовщиком. Только после работы над сериалом Shonen Ninja Kaze no Fujimaru он был назначен на должность аниматора. Обучением Миядзаки занимался известный художник и аниматор Ясудзи Мори, а также Ясуо Оцука.
Работая в Toei, Хаяо Миядзаки познакомился с Исао Такахатой, и они стали друзьями. Вместе они создали профсоюз молодых аниматоров, председателем которого стал Миядзаки. Профсоюз добивался повышения зарплаты и введения социальных льгот для аниматоров, что принесло множество проблем Миядзаки и Такахате. Например, анимационный фильм Taiyo no Ouji Horus no Daibouken (известный как «Принц Севера»), режиссёром которого был Такахата, а главным раскадровщиком — Миядзаки, спустя десять дней после выхода был снят с проката руководством студии Toei, которое затем обвинило Такахату в том, что картина оказалась коммерчески провальной, и понизило его в должности. Несмотря на это, фильм в дальнейшем обозначался прессой как одна из ключевых работ в истории анимации.
Несмотря на тяжёлые условия труда, Миядзаки продолжал работать на студии Toei. Он участвовал в создании полнометражных фильмов «Кот в сапогах» (1969), «Летающий корабль-призрак» (1969) и Doubutsu Takarajima («Звериный остров сокровищ», 1971). Он участвовал в написании сценария для фильма «Летающий корабль-призрак», после чего был приглашён для создания раскадровки и анимации сцен к этому аниме. В 1969 году была опубликована первая манга Миядзаки Sabaku no Tami («Народ пустыни»), где он подписался псевдонимом «Сабуро Акицу». На эту его работу оказали влияние иллюстрированные истории Тэцудзи Фукусимы Sabaku no Mao. В 1970 году Миядзаки с семьёй переехал в город Токородзава.
В 1971 году Миядзаки покинул студию Toei, и вместе с Такахатой и Ёити Отабэ они создали собственную студию A Pro. На этой студии Миядзаки и Такахата работали над 23-серийным аниме Lupin the Third Part I. Они также планировали создать анимационный фильм по мотивам книг Астрид Линдгрен «Пеппи Длинныйчулок», но после поездки Миядзаки в Швецию и встречи с самой Линдгрен от этой идеи пришлось отказаться, так как разрешение на съёмку не было получено. В 1972 и 1973 годах Миядзаки создавал анимацию к двум фильмам серии «Панда большая и маленькая», где режиссёром выступил Такахата. После перехода в июне 1973 года на работу в студию Zuiyo Eizo Миядзаки и Такахата приняли участие в работе над серией аниме World Masterpiece Theater, а именно над Heidi, Girl of the Alps («Хайди — девочка Альп»]]). В дальнейшем Миядзаки также создавал анимацию к другим сериалам из цикла World Masterpiece Theater: Flanders no Inu («Фландрийский пёс»), 3000 Leagues in Search of Mother («Три тысячи ри в поисках матери») и Rascal the Raccoon («Енот по имени Раскал»). В июле 1975 Zuiyo Eizo была преобразована в Nippon Animation. В 1978 году Миядзаки режиссировал аниме-сериал Future Boy Conan («Конан — мальчик из будущего»).

### Дальнейшее творчество
В 1979 году в свет вышла ещё одна совместная работа Миядзаки и Такахаты — аниме Akage no Anne; в том же году Миядзаки покинул Nippon Animation. Вместе с Такахатой они перешли в студию TMS Entertainment, где начали работу над сериалом Lupin III и фильмом Lupin III: The Castle of Cagliostro, причисляемого к числу лучших аниме в истории Японии. Будучи на работе в TMS Entertainment, Миядзаки также занимался обучением сотрудников студии. В 1981 году он режиссировал шесть серий аниме «Великий детектив Холмс», однако затем приостановил работу из-за возникших проблем с правообладателями произведений Артура Конан Дойля. К тому времени, как проблемы были улажены, режиссёрскую работу продолжил Кёсукэ Микурия. Сериал впервые транслировался с 1984 по 1985 год. В этот же период Миядзаки рисовал мангу Shuna’s Journey, которая была опубликована издательством Tokuma Shoten в июне 1983 года. Впоследствии по мотивам этой манги выходила радиопостановка. С ноября 1984 года по октябрь 1994 года с нерегулярной периодичностью публиковалась манга Hayao Miyazaki’s Daydream Data Notes; по ней также выходила радиопостановка.
После выхода фильма Lupin III: The Castle of Cagliostro Миядзаки планировал создать аниме-адаптацию комикса Ричарда Корбена Rowlf. О своём намерении он сообщил Ютаке Фудзиоке из TMS. В ноябре 1980 года было запрошено разрешение на приобретение прав на съёмку фильма. Примерно в это же время Миядзаки вёл переговоры с редакторской коллегией журнала Animage. Во время переговоров он демонстрировал свои зарисовки и обсуждал планируемые анимационные проекты с Тосио Судзуки и Осаму Камэямой, которые видели в нём достаточный потенциал для успешного сотрудничества. Ими было предложено два проекта: Warring States Demon Castle (яп. 戦国魔城 Сэнгоку ма дзё:) и адаптация Rowlf. Однако оба они были отвергнуты, так как компания не желала финансировать создание аниме, не основанного на опубликованной манге, а права на Rowlf приобрести так и не удалось. Удалось лишь достигнуть соглашения, что Миядзаки сможет воплощать свои идеи в виде манги для журнала с условием, что по ним не будут сниматься аниме-адаптации. Его манга «Навсикая из Долины ветров» выходила с февраля 1982 года по март 1994 года. Впоследствии она была перепечатана в виде семи танкобонов, насчитывающих в общей сложности 1060 страниц. Миядзаки рисовал её преимущественно простым карандашом, а печаталась она монохромно, в коричневых оттенках. В ноябре 1982 года Миядзаки покинул студию TMS Entertainment.

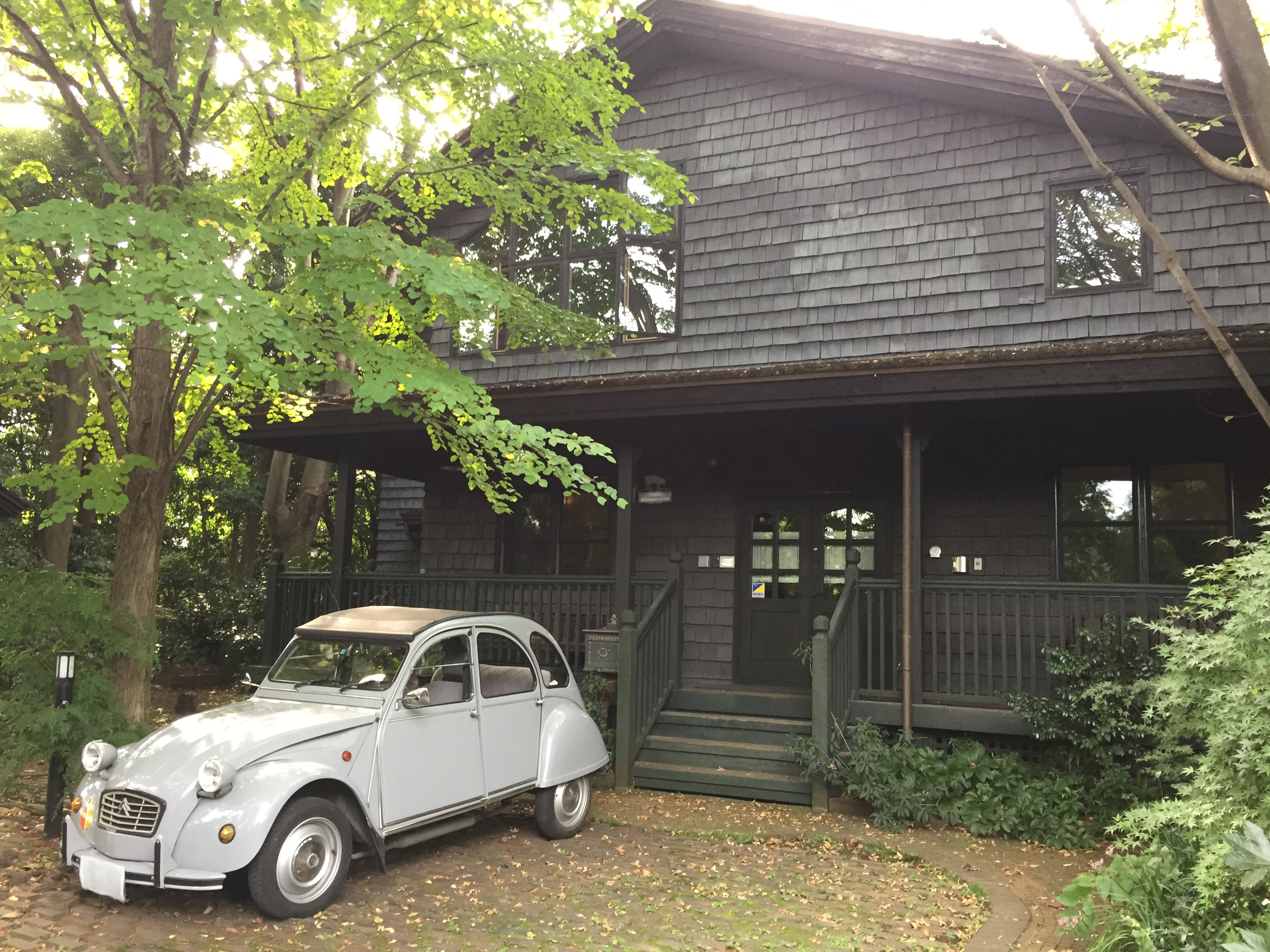
В 1984 году Хаяо Миядзаки открыл собственную студию под названием «Нибарики»

После успеха манги о Навсикае основатель Tokuma Shoten Ясуёси Токума посоветовал Миядзаки заняться аниме-адаптацией своего произведения. Изначально Миядзаки отказался от этого, но впоследствии согласился с тем условием, что он выступит режиссёром фильма. На Миядзаки оказало сильное влияние загрязнение бухты Минамата — оно послужило основой для создания загрязнённого мира в «Навсикае». Для съёмок анимационного фильма Миядзаки и Такахата выбрали небольшую студию Topcraft. Подготовка к съёмкам началась 31 мая 1983 года. У Миядзаки возникли трудности с написанием сценария, так как на тот момент было опубликовано только 16 глав манги. Такахата заручился поддержкой композитора-минималиста Дзё Хисаиси. Фильм «Навсикая из Долины ветров» вышел в свет 11 марта 1984 года. Кассовые сборы фильма составили 1,48 млрд иен, а дополнительная прибыль от продаж составила 742 миллиона иен. Фильм стал одной из основных работ в творчестве Хаяо Миядзаки и значительно упрочил его славу аниматора. Многие специалисты проследили в фильме антивоенную и феминистскую темы, хотя сам Миядзаки не подтверждал их наличия в своём произведении. В апреле 1984 года Миядзаки открыл собственную студию в районе Сугинами и назвал её «Нибарики».

### Studio Ghibli. Первые фильмы (1985—1992)
В июне 1985 года Миядзаки, Такахата, Токума и Судзуки основали анимационную студию Studio Ghibli. Фильм «Небесный замок Лапута» о приключениях двух сирот в поисках легендарного летающего города стал дебютом студии в 1986 году. Пейзажи фильма Миядзаки рисовал под влиянием древнегреческой и европейской архитектуры. Некоторые дизайны зданий были созданы на основе шахтёрского городка в Уэльсе. Во время поездки в Уэльс Миядзаки стал свидетелем забастовки шахтёров. Он восхищался мужеством бастующих. После релиза фильм стал лидером года по кассовым сборам. В 1988 году вышел фильм Миядзаки «Мой сосед Тоторо», в котором показаны несколько дней из жизни двух сестёр в сельской Японии 1950-х годов и их встреча с добрыми лесными существами — хранителями леса Тоторо. Одновременно шла работа над фильмом «Могила светлячков», который вышел в том же году и упрочил финансовое положение студии. Работа над двумя фильмами одновременно вызывала трудности, так как художникам приходилось постоянно переключаться с одного проекта на другой. «Мой сосед Тоторо» затрагивает тему отношений между природой и человеком.
В 1989 году Миядзаки выпустил фильм «Ведьмина служба доставки» по повести Эйко Кадоно, в котором девочка из маленького городка отправляется в большой город, чтобы стать ведьмой и основать своё дело — доставку грузов и корреспонденции на метле. Первоначально режиссёром фильма был выбран Сунао Катабути, а сценаристом — Нобуюки Иссики. Миядзаки не был доволен работой Иссики, в связи с чем вносил свои изменения в проект и в конечном итоге режиссёрскую работу взял на себя. Кадоно поначалу была разочарована различиями между книгой и фильмом, но Миядзаки пригласил её посетить студию, после чего она изменила своё мнение.
С марта по май 1989 года публикуется манга Миядзаки Hikotei Jidai. По мотивам этой манги в 1992 году выходит «Порко Россо», главным героем которой выступает антропоморфный свин, пилот-наёмник и антифашист, охотящийся на воздушных пиратов в условной Адриатике 1920-х годов. Начало Югославских войн в 1991 году побудило Миядзаки задать фильму мрачный фон; впоследствии Миядзаки признавал, что из-за этого фильм оказался не вполне подходящим для детей. Фильм затрагивает антивоенную тему, к которой Миядзаки впоследствии неоднократно возвращался. Основным инвестором фильма стала компания Japan Airlines. Фильм имел коммерческий успех, был положительно принят критиками и в течение нескольких последующих лет оставался лидером по кассовым сборам (до выхода «Принцессы Мононоке»).
В августе 1992 года штаб-квартира Studio Ghibli расположилась в городе Коганеи. В ноябре 1992 Миядзаки принимал участие в создании телевизионных рекламных роликов для канала Nippon TV — «Sora Iro no Tane» и «Nandarou». Он также писал сценарий к фильму «Шёпот сердца» режиссёра Ёсифуми Кондо, с которым Миядзаки сотрудничал ещё со времён работы в студии A Pro.

### Мировое признание
С августа 1994 года Миядзаки начинает работу над фильмом «Принцесса Мононоке», наброски к которому были сделаны ещё в период 1970-х годов. В этот же период выходит созданное им музыкальное видео «On Your Mark». В работе над ним Миядзаки экспериментировал с компьютерной анимацией. Несмотря на то, что видео после выхода приобрело достаточную популярность, Тосио Судзуки высказал мнение, что «полной отдачи оно не принесло».
В мае 1995 года Миядзаки вместе с группой художников и аниматоров посетил леса острова Яку (пейзажи которых послужили основой для «Принцессы Мононоке») и горы Сираками, где делал фотографии и наброски для будущего фильма. В «Принцессе Мононоке» Миядзаки вновь поднял экологическую тематику. Режиссёр руководил созданием 144 000 кадров анимации, из которых 80 000 кадров относились к опорной анимации. Бюджет анимационного фильма составил 2,35 миллиарда иен, что делало его самым дорогим на тот момент аниме Studio Ghibli.
После премьеры в 1997 году «Принцесса Мононоке» получила высокие оценки критиков и стала первым анимационным фильмом, отмеченным премией Японской киноакадемии. Фильм имел коммерческий успех — его сборы составили 14 миллиардов иен. «Принцесса Мононоке» стала первым фильмом студии, получившим массовую известность за рубежом, в первую очередь в США. Миядзаки сообщал, что «Принцесса Мононоке» могла стать его последним фильмом.
После выхода «Принцессы Мононоке» Миядзаки объявил об уходе из Studio Ghibli и намерении заняться некоммерческими анимационными проектами. В июне 1997 года Tokuma Shoten и Studio Ghibli были объединены. Идея создания следующего фильма пришла к Миядзаки во время семейного отдыха в горах. Режиссёр хотел создать аниме для маленьких девочек, хотя ранее он не работал в жанре сёдзё. В поисках вдохновения он читал тематические журналы, такие как Nakayoshi и Ribon, но посчитал, что в них изображена только «влюблённость и романтика, хотя это далеко не всё, что дорого женскому сердцу». Так возникла идея создания фильма «Унесённые призраками». Вернуться к работе в Studio Ghibli и заняться созданием этого мультфильма Миядзаки, в частности, вынудила смерть Ёсифуми Кондо. Бюджет фильма составил 1,9 млрд иен. Как и в случае с «Принцессой Мононоке», съёмочная группа экспериментировала с разработкой компьютерной анимации, но основной задачей по-прежнему была грамотная подача сюжета. В фильме упоминается тема человеческой жадности и лиминальности. «Унесённые призраками» стал одним из наиболее заметных фильмов 2000-х годов, фильм удостоен приза Японской киноакадемии, «Золотого медведя» Берлинского кинофестиваля-2002 и «Оскара» американской киноакадемии 2003 года.
В сентябре 2001 года Studio Ghibli объявила о начале работы над фильмом «Ходячий замок» по мотивам одноимённого сказочного романа английской писательницы Дианы Уинн Джонс. Изначально в качестве режиссёра был утверждён Мамору Хосода, однако из-за разногласий с руководством Studio Ghibli он покинул проект. Studio Ghibli возобновила работу над фильмом только через шесть месяцев. Дальнейшую режиссёрскую работу проделал Миядзаки. Он посетил города Кольмар и Риквир, которые послужили прототипом для сеттинга фильма. Режиссёр также черпал вдохновение из футуристических работ Альбера Робиды. Фильм создавался при помощи цифровых технологий, однако фоны и персонажи сначала были нарисованы от руки и только затем подверглись цифровой обработке. В 2004 Миядзаки завершил работу над этим аниме. После выхода в свет фильм получил награду «Золотая Озелла» 61-го Венецианского кинофестиваля, а также номинировался на премию «Оскар». Сборы в Японии составили 14,5 млн долларов. В 2005 году Миядзаки был удостоен награды «Золотой лев за вклад в мировой кинематограф» 62-го Венецианского кинофестиваля.
В марте 2005 года Studio Ghibli отделилась от Tokuma Shoten. В 2006 студия выпустила фильм по мотивам романов Урсулы Ле Гуин о Земноморье. Миядзаки пытался получить разрешение на использование её произведений ещё раньше, однако теперь на студии решено было поручить создание картины его старшему сыну Горо, для которого «Сказания Земноморья» стали режиссёрским дебютом. Отец и сын находились в крайне натянутых отношениях на протяжении работы над картиной, а Ле Гуин выразила разочарование конечным результатом.
Миядзаки разрабатывал дизайны обложек для нескольких манг, включая A Trip to Tynemouth, которую также редактировал. Свой следующий фильм, «Рыбка Поньо на утёсе», он начал создавать в мае 2006 года. Изначально аниме создавалось по мотивам сказки Ханса Кристиана Андерсена «Русалочка», но в процессе работы обрело собственную концепцию. Режиссёр планировал использовать только рисованную анимацию и тесно взаимодействовал с художниками. Море и волны он рисовал самостоятельно. В окончательный метраж фильма вошло 170 000 кадров — рекорд для Миядзаки. Прибрежная деревня была создана на основе порта Томоноуры, входящего в национальный парк Сето-Найкай, где Миядзаки пребывал в 2005 году. Главного героя режиссёр срисовал со своего сына Горо. Фильм вышел на экраны в 2008 году. Он был отмечен наградой «Анимация года» на 32-й церемонии вручения премии Японской киноакадемии.

### 2010-е и 2020-е
В начале 2009 года Миядзаки начал рисовать мангу под названием Kaze Tachinu (яп. 風立ちぬ Кадзэ татину, «Ветер крепчает»), повествующую о японском авиаконструкторе Дзиро Хорикоси. Манга впервые публиковалась в журнале Model Graphix в 2009 году. Впоследствии Миядзаки участвовал в написании сценариев к фильмам «Ариэтти из страны лилипутов» (2010) и «Со склонов Кокурико» (2011). Режиссёр хотел, чтобы его следующий фильм стал сиквелом к «Рыбке Поньо на утёсе», однако Судзуки убедил его создать фильм по мотивам Kaze Tachinu. В ноябре 2012 года Studio Ghibli анонсировала начало работы над фильмом «Ветер крепчает».
Идея создания фильма пришла к Миядзаки после того, как он прочитал цитату Хорикоси: «Всё, чего я хотел — создать что-то красивое». Некоторые сцены из фильма были навеяны одноимённым романом Тацуо Хори, оттуда же было взято имя главной героини — Наоко. В фильме, как и в более ранних работах Миядзаки, нашла своё отражение тема пацифизма, хотя сам режиссёр заявлял, что не ставил перед собой задачи поднять её. Премьера фильма состоялась 20 июля 2013 года. «Ветер крепчает» был удостоен награды «Анимация года» на 37-й церемонии вручения премии Японской киноакадемии. Фильм также номинировался на «Оскар».
На пресс-конференции в Токио в сентябре 2013 года, во время работы 70-го Венецианского кинофестиваля, в конкурсной программе которого участвовала картина «Ветер крепчает», Миядзаки заявил о завершении своей карьеры в качестве режиссёра. В ноябре 2014 года он был награждён премией «Оскар» за выдающиеся заслуги в кинематографе. 14 ноября 2016 года стало известно, что Хаяо Миядзаки объявил о своём возвращении. В последнее время Миядзаки работал над короткометражной картиной Boro the Caterpillar («Гусеница Боро»), изначально создаваемой с использованием техники CGI. Однако в итоге компьютерный вариант короткометражки не понравился Миядзаки и он решил переделать её самостоятельно, уже без использования CGI, премьера «Гусеницы Боро» версии Миядзаки состоялась в июле 2017 года в Музее Гибли. С 2016 года Миядзаки работал над полнометражным мультфильмом «Мальчик и птица» (яп. きみたちはどういきるか Кимитати ва до: икиру ка), который планировал завершить до начала Летних Олимпийских игр 2020 года в Токио, однако картина вышла в кинопрокат лишь 14 июля 2023 года.
Горо Миядзаки на Каннском кинофестивале 2024 года сказал, что ему «неприятно быть сыном», о планах студии он не знает, но полагает, что «…у моего отца есть идеи для нового художественного фильма». Что касается почётной Золотой пальмовой ветви, которой была награждена их компания: «Это его порадовало, но он считает, что золотой век японской анимации прошёл и нового уже не так много». Горо также напомнил, что Ghibli — «это история неудачной смены поколений», поскольку отец впервые объявил о завершении карьеры ещё в 1997 году. Хаяо Миядзаки говорил: «Я ухожу, поэтому всем вам, аниматорам постарше, тоже следует уйти на пенсию. Мы создадим музей Гибли, и вам будет где работать, и вы все выйдете на пенсию вместе со мной…». Миядзаки-младший заметил, что «всё пошло не так». С тех пор они постоянно обсуждали, кому передать студию, но в конечном итоге все решения принимали Хаяо Миядзаки и Тосио Судзуки. Относительно будущего: «Думаю, у нас всё будет в порядке, мы снова подумаем о том, что делать дальше, когда этих двоих больше не будет рядом». По словам Горо, возможно, что следующий фильм станет приключенческим боевиком с «ностальгией и напоминанием о старых временах», других подробностей не сообщалось. В 2025 году он заявил, что искусственный интеллект однажды заменит аниматоров; неудивительно, если через два года появится фильм, полностью созданный при помощи данной технологии, другой вопрос, захотят ли зрители это смотреть, однако там заложен большой потенциал для появления талантов. Ручной труд может вызвать меньше энтузиазма у представителей поколения Z, разбирающихся в «цифре». Хаяо Миядзаки и Тосио Судзуки нельзя заменить. Горо не уверен насчёт того, как сложится судьба Ghibli: «Если эти двое не смогут снимать аниме или перестанут двигаться, что тогда случится?». Для молодых людей, выросших в мирное время, «невозможно создать что-то с тем же смыслом, подходом и отношением, что было у поколения моего отца».

## Взгляды
Хаяо Миядзаки часто критиковал представителей аниме-индустрии, утверждая, что при рисовании людей они не придерживаются реализма. По его словам, аниме «создаются людьми, которые не видят других людей… и поэтому индустрия полна отаку», они часто подвергались осуждению. Но он не произносил распространённую в Интернете фразу «Аниме было ошибкой», поскольку английский перевод скриншотов интервью, опубликованного на японском сайте Golden Times, говорит о другом. Его беспокоило то, что представители индустрии лишены жизненного опыта. В 1999 году в интервью Брайану Кэмпу режиссёр заявил, что аниме «пожирает детей на завтрак и значительно лишает их времени и свободы. Я понимаю, что являюсь частью этого противоречия, но думаю, что одного отличного анимационного фильма в год для ребёнка вполне достаточно». Миядзаки отрицательно относится к капитализму и глобализации, а также к их влиянию на современную жизнь. Он считает, что «коммерческая компания должна быть общей собственностью людей, которые в ней работают». В 2023 году продюсер Судзуки заметил, что Миядзаки устал от рекламы своих предыдущих работ, он сам уже является своего рода превью. В 2024 году после вручения премии «Оскар» за фильм «Мальчик и птица» режиссёр признался, что сожалеет о прошлом объявлении об уходе из профессии. По словам Судзуки, своей победой Миядзаки преодолел опасения, что пожилой человек, считающий себя способным к работе, несмотря на старческую забывчивость, только доказывает, что он уже не так хорош, как раньше. В эпоху искусственного интеллекта и компьютерной графики он придерживался трудоёмкого создания анимации вручную, благодаря чему трансформация птицы выглядела эффектнее, чем если бы она была сделана на компьютере.
Мамору Осии, который познакомился с Миядзаки в 1983 году, отзывался о нём как об агрессивном, беспощадном и невероятно энергичном человеке. Они с Исао Такахатой напоминали участников протестов Анпо 1960-х годов. «Мия-сан немного похож на троцкиста… Особенно это здорово, когда запугивают молодых сотрудников». Данное описание полностью отличалось от их повседневных улыбок. Когда они участвовали в производстве, то становились абсолютно другими. Осии сказал, что Studio Ghibli — Кремль, Миядзаки — председатель, Такахата — глава партии или президент Российской республики, продюсер Судзуки — определённо шеф КГБ. Подобный тип людей не может быть создан в условиях рыночной экономики. Работников Ghibli жёстко контролировали, например, они приходили в 10 часов утра, а уходили домой в 10 вечера. Руководители не были заинтересованы в питании личного состава, «навязывали всем свою идеологию, а точнее конституцию». Они считали: если есть основание или полное право, то им разрешено делать что угодно. Одни люди видели надлежащий порядок, другие — «невыносимый фашизм». Но только при таком контроле можно было снимать их фильмы. Осии предостерёг от поклонения Миядзаки: «Не стоит делать из него бога. Потому что именно ему приходится нести это бремя. Я думаю, что это одна из причин, почему он боролся и продолжает сражаться до сих пор».
В 2001 году на вопрос: «Правда, что все ваши фильмы снимаются без сценария?» Миядзаки ответил утвердительно. В начале производства у режиссёра не было готового и законченного сюжета, обычно на это не хватало времени, повествование развивалось, когда он начинал делать раскадровки: «Мы никогда не знаем, куда пойдёт история, просто продолжаем работать над фильмом…». Создатель осознавал опасность такого подхода и ему хотелось, чтобы всё было по-другому, «но, к сожалению, я работаю именно так, и все остальные вынуждены этому подчиняться». Главное заключалось не в сочувствии героям, а в предполагаемой продолжительности фильма, в чём и состояла проблема: часто возникали споры с продюсером, который спрашивал, нужно ли продлить график производства ещё на год. На самом деле он не собирался выделять дополнительное время, а просто говорил, чтобы напугать Миядзаки и заставить вернуться к работе. Ещё один принцип режиссуры — эффективно использовать всё, что создаёт коллектив. Персонажей автор обычно заканчивал незадолго до дедлайна. Что касается позитива, надежды и веры в человеческую доброту в его работах, ответ был следующим: «На самом деле я пессимист. Но когда снимаю фильм, мне не хочется переносить свой пессимизм на детей». В отличие от Pixar, тестовых показов в Ghibli не проводили, режиссёр считал, что «невозможно, чтобы все зрители поняли фильм», поэтому персонал брал ответственность на себя и не мог переложить её на случайных людей. Когда надвигался кризис, Миядзаки переставал рисовать и рубил дрова для чугунной печи Vermont, которая стояла в студии, и продюсеру Судзуки приходилось уговаривать его прекратить это и заняться непосредственными обязанностями. Если в прошлом он открыто критиковал компьютерную графику, называя «слабой, поверхностной, фальшивой», то к 2005 году примирился с подобным явлением, признавая, что использует её в своих фильмах (но не более 10 % от конечного продукта). По словам Миядзаки, «у компьютерной графики есть потенциал, равный или даже превосходящий возможности человеческой руки», но «уже слишком поздно пробовать».
В 2008 году Миядзаки назвал позором увлечение премьер-министра Таро Асо мангой и заявил, что детям следует проводить больше времени на природе, чем в компьютерных играх и телевидении. По его мнению, чтение манги — сугубо личное дело. Тем самым режиссёр дистанцировался от контента, который Асо и другие японские политики пытались использовать для повышения имиджа страны. По поводу виртуальной реальности он сказал: «Я думаю, что это лишает детей сил», при этом осознавая, что данная точка зрения парадоксальна, учитывая собственный выбор профессии. Миядзаки также выступил за то, чтобы дети освоили практические навыки, такие как разжигание огня и использование ножей, прежде чем они научатся читать или считать. «Вместо того, чтобы думать о том, как стимулировать спрос путём строительства мостов или дорог, мы должны создать подходящую среду для будущих поколений», — указал он. Что касается Горо, публично критиковавшего своего отца: «Это сложный вопрос. Я не отдаю ему предпочтение только потому, что он мой сын. Я думаю, что в будущем его ждут испытания. Вот и всё».
В 2014 году в интервью режиссёр сказал: «Будущее анимации, если честно, меня не очень тревожит, а в прошлом я сделал всё, что мог. Меня больше волнуют перспективы Третьей мировой войны, в которую, мне кажется, Япония может ввязаться в любой момент — страны Восточной Азии этого опасаются, и, я полагаю, небезосновательно».
В июле 2015 года, отвечая на вопросы журналистов, Миядзаки осудил стремление правительства Синдзо Абэ переосмыслить конституцию Японии, заявил, что считает необходимым признать вину Японии во время Второй мировой войны, а также сказал, что считает для страны необходимым избавиться от атомной энергетики. Миядзаки посчитал подлым то, что Абэ, по его словам, «хочет вписать своё имя в историю как великий человек, который пересмотрел конституцию и её интерпретацию». В 2016 году он c презрением высказался по поводу искусственного интеллекта, комментируя сгенерированное изображение существа, похожего на зомби: «Я твердо убеждён, что это оскорбление самой жизни».
В 2003 году Миядзаки отказался принимать участие в 75-й церемонии вручения премии «Оскар», проходившей в Лос-Анджелесе, протестуя против войны в Ираке. Позднее он заявил, что «не желал посещать страну, которая бомбила Ирак». В феврале 2015 года режиссёр выразил своё мнение по поводу происшествий в редакции Charlie Hebdo, сказав, что причиной случившегося стала публикация карикатур. «Я думаю, что неправильно рисовать карикатуры на тех, кому поклоняются люди другой культуры. Не надо было этого делать, вместо этого для начала сделайте карикатуры на политиков своей страны» — сказал Миядзаки.
На протяжении многих лет политическая позиция насчёт участия США в мировых конфликтах, а также вклада страны в глобализацию американской культуры оставалась непоколебимой: «Анти-джинсы, анти-бурбон, анти-бургеры, анти-жареная курица, анти-кола, антиамериканский кофе, анти-Нью-Йорк, анти-западное побережье». Несмотря на то, что японский режиссёр упоминал Джона Форда как одного из оказавших на него влияние, и даже назвал кино «Моя дорогая Клементина» в числе своих любимых, он не чувствовал того же по отношению к другим популярным американским фильмам. Миядзаки произнёс: «Сколько людей погибает в результате нападений в Афганистане? „Властелин колец“ — фильм, в котором нет проблем с этим. Если вы прочтёте оригинал, то поймёте, кто на самом деле убивал азиатов и африканцев. Те, кто этого не знает, но говорят, что любят фэнтези, — идиоты. Даже в фильмах об Индиане Джонсе есть белый парень, который делает „бах“, стреляет в людей, верно? Японцы, которые на это ходят и наслаждаются, — абсолютное недоразумение. Вы же те, кого, „бах“, застрелят. Смотреть без какого-либо самоанализа невыносимо. Никакой гордости, никакой исторической перспективы. Вы не знаете, какими вас видят в такой стране, как Америка».
В 2024 году продюсер Судзуки рассказал, что после просмотра фильма «Мальчик и птица» ему стало ясно: Миядзаки больше нравится Америка, чем Европа, хотя он это категорически отрицает. Режиссёр говорил, что ненавидит США за победу над Японией во Второй мировой войне. Однако Японию он терпеть не может ещё больше за то, что она проиграла. Когда речь идёт о том, что для Миядзаки остаётся только Европа, это ложь. На здание музея Гибли повлиял американский стиль.

## Творчество
В творчестве Хаяо Миядзаки затрагиваются темы пацифизма, гуманизма, феминизма, любви, семьи, а также экологические концепции, взаимоотношения человечества с природой и технологиями. Кроме того, в фильмах Миядзаки находит отражение его любовь к идее полёта и летательным аппаратам — они присутствуют практически во всех его полнометражных картинах. Пресса часто называла Миядзаки «японским Диснеем». Мамору Хосода указал, что «великий мастер мультипликации» всегда использует девушку в качестве своей героини, «потому что не верит в себя как в мужчину».
Во многих фильмах Миядзаки затрагивается мысль недолговечности Земли. Маргарет Тэлбот отметила, что Миядзаки не приветствует современные технологии и считает современную культуру «поверхностной и ненастоящей». Миядзаки чувствовал себя расстроенным, когда в период 1955—1965 гг., по его словам, «природа, горы и реки были уничтожены во имя экономического прогресса». По мнению Питера Шеллхейза, некоторые антагонисты в фильмах Миядзаки «пытаются установить контроль над природой в политических целях, что в конечном итоге оказывается губительно как для природы, так и для человеческой цивилизации».
В некоторых фильмах Миядзаки прослеживается антивоенная тема. Дайсукэ Акимото из Animation Studies охарактеризовал фильм «Порко Россо» как антивоенную пропаганду; он посчитал, что главный герой Порко превратился в свинью из-за сильного чувства отвращения к войне. К числу антивоенных фильмов Акимото отнёс также и фильм «Ветер крепчает». Питер Шеллхейз включил в список антивоенных произведений и «Принцессу Мононоке». Гильермо дель Торо сказал, что Миядзаки является безжалостным реалистом в отношении жадности, войны и человеческой ярости. «Он знает, что мы формируем и разрушаем планету и что люди — лучшее и худшее в нашем мире».
В одном из своих интервью на вопрос «Кем из режиссёров вы восхищаетесь?», Хаяо Миядзаки ответил, что считает Юрия Норштейна (автора мультфильмов «Ёжик в тумане» и «Сказка сказок») замечательным художником. Миядзаки признаётся, что в тяжёлый для него момент, когда он всерьёз раздумывал о том, стоит ли продолжать карьеру в анимации, на него произвёл сильное впечатление советский мультипликационный фильм «Снежная королева» режиссёра Льва Атаманова, показавшего, что мультипликационные персонажи могут играть так же, как и живые актёры, а рисованные фильмы могут трогать так же, как и другие формы искусства.
Норштейн, неоднократно бывавший в Японии и знакомый с Миядзаки, назвал его очень хорошим и высокопрофессиональным режиссёром: «Я всегда восхищался и удивлялся, как он работает». Создавая свои полнометражные фильмы, он структурирует их по всем законам драматургии и построения действия. Его коллектив не должен ошибаться, «потому что это коммерческая студия, и если фильм провалится, они могут просто погибнуть. Поэтому у них должен быть большой запас». Миядзаки получает крупные премии, отсюда качество его работы. Но он редкий случай, «штучный товар, пусть и сделанный определённым производственным методом». Норштейн уважительно относится к творчеству Миядзаки, но к его фильмам не возвращается, поскольку те «не относятся к числу моих любимых».
Тосио Окада, бывший продюсер и сооснователь Gainax, в 2017 году скептически отнёсся к возвращению Миядзаки, поскольку это не может сравниться с его работами в расцвете сил. Раньше он был способен трудиться по 12 или 14 часов, а позже — только два или три часа. Окада связывал данное изменение с посещением режиссёром мануального терапевта по поводу состояния спины после недолгой работы. Миядзаки, по существу, «атлет», который принципиально отличается от таких создателей аниме, как Ёсиюки Томино, Мамору Осии и Хидэаки Анно. Критик добавил, что возвращение будет похоже на последний период Акиры Куросавы с «Кагемуся: Тень воина» и более поздними произведениями. Также он считает, что «образ власти» терпит неудачу. По мнению Окады, было бы нормально, если бы Миядзаки, как и Осаму Тэдзука, умер, держа перо в руках. Такова мечта многих творцов — уйти из жизни, занимаясь любимым делом. Ёсиюки Томино в интервью 2024 года раскрыл, почему Миядзаки всегда являлся его врагом: быть в одной эпохе с человеком, которого он никогда не смог превзойти, стало для него стимулом. «Если бы он был ремесленником, то не сделал бы что-то вроде „Мальчика и птицы“. Если вы говорите, что он ремесленник, то ничего не знаете. Он автор. Смотрите, он снял анимационный фильм без счастливого конца. Это невозможно, если делать что-то вполсилы. Вот почему я не думаю, что смогу сравниться с таким автором. Может быть, Миядзаки предпочёл бы сравнить себя с кем-то вроде Виктора Гюго. Но это касается только „Мальчика и птицы“. В любом случае, мне не очень нравятся другие работы Миядзаки». Во время создания фильма «Мальчик и птица» на творчество режиссёра повлияла смерть близких друзей, соратников и наставников: Митиё Ясуды, Исао Такахаты (особенно) и Ясуо Оцуки. Вопрос «Почему я всё ещё жив?», заданный Миядзаки, можно найти и в «Порко Россо», где главный герой рассказывает историю о том, как увидел в небе самолёты многих пилотов, которые погибли до него. Режиссёр спрашивает, следует ли ему написать историю о том, кто открывает запретные двери, а затем живёт долгой и счастливой жизнью? Ответ является признанием, какова плата за фильм и подчёркивает тёмную сторону творчества, особенно в анимации: «Ты сходишь с ума и умираешь. Я впервые сбиваюсь с пути».
Сьюзен Нейпир, профессор японоведения из университета Тафтса, считает, что Миядзаки не создан для пенсии, самое важное в его жизни — это работа. Он уйдёт, «когда больше не сможет держать карандаш». По мнению Нейпир, режиссёр является национальным и международным достоянием, его творения уникальны и оригинальны, поэтому он незаменим. Роланд Келтс, автор книги Japanamerica: How Japanese Pop Culture has Invaded the US, полагает, что причина заключается в перфекционизме и трудовой этике. Миядзаки бесспорно стал «эмиссаром аниме» среди зарубежной аудитории, которая иначе не заинтересуется Японией. Похвалы и кассовые сборы очень много значат для него, хотя он никогда бы не сказал об этом публично. Миядзаки, по словам Келтса, стремился победить в соревновании, особенно после успеха «Истребителя демонов» и «Твоего имени», готовясь к энергичному возвращению. Фредерик Шодт добавил, что могут появиться другие художники, но пока нет никого, кто мог бы занять его место, и по какой угодно причине Миядзаки не смог воспитать настоящего преемника. В документальном фильме Never-Ending Man режиссёр признался: «Я обучал преемников, но не мог отпустить. Я пожирал их», намекая на невыполнимые стандарты Studio Ghibli. Поэтому продюсер Судзуки выразил опасение: «Если Хаяо уйдёт, содержать съёмочную группу будет бессмысленно».

## Семья
В октябре 1965 Миядзаки женился на коллеге Акэми Оте. У них родилось двое сыновей: Горо (род. 1967) и Кэйсукэ (род. 1969). Сам Хаяо Миядзаки признавал, что в дальнейшем он старался создавать такие анимационные фильмы, которые в первую очередь понравятся его детям. Старший сын снял три полнометражных анимационных фильма: «Сказания Земноморья» (2006), «Со склонов Кокурико» (2011) и «Ая и ведьма» (2020), а также аниме-сериал «Рони, дочь разбойника» (2014) по сказке Астрид Линдгрен. Младший — резчик по дереву, одна из его работ использована в «Шёпоте сердца».

## Награды и номинации
Хаяо Миядзаки был удостоен Приза Нобуро Офудзи за фильмы Lupin III: The Castle of Cagliostro, «Навсикая из Долины ветров», «Небесный замок Лапута» и «Мой сосед Тоторо», а также Премии «Майнити» за аниме «Ведьмина служба доставки», «Порко Россо», «Принцесса Мононоке» и «Унесённые призраками».
Также аниме «Унесённые призраками» было удостоено премии «Оскар» как лучший анимационный фильм.
В ноябре 2012 года за свой вклад в культуру Хаяо Миядзаки получил от японского правительства титул Person of Cultural Merit.
В ноябре 2014 года Миядзаки стал обладателем почётного «Оскара» «за оказание глубокого влияния на мировую анимацию».
В январе 2024 года Хаяо Миядзаки получил свою первую премию «Золотой глобус» — за анимационный фильм «Мальчик и птица». В марте того же года это аниме было удостоено «Оскара» в номинации «Лучший анимационный полнометражный фильм». Журнал Time включил Миядзаки в список 100 самых влиятельных людей 2024 года. Ему была присуждена Премия Рамона Магсайсая за просвещение детей, защиту окружающей среды, борьбу за мир и права женщин в анимационных фильмах.
За свою карьеру режиссёр также получил восемь премий Tokyo Anime Award, восемь премий «Кинэма Дзюмпо», шесть премий Японской киноакадемии, пять премий «Энни» и три премии Anime Grand Prix.

## Фильмография

### В качестве режиссёра, сценариста, продюсера
| Год       | Название                                                       | Формат     | Режиссёр    | Сценарист           | Продюсер |
| --------- | -------------------------------------------------------------- | ---------- | ----------- | ------------------- | -------- |
| 1971—1972 | Люпен III: Часть 1                                             | сериал     | 15 эпизодов |                     |          |
| 1972      | Солнце Юки                                                     | к/м        | +           |                     |          |
| 1972      | Панда большая и маленькая                                      | к/м        |             | +                   |          |
| 1973      | Большая панда и маленькая панда: Дождливый день в цирке        | к/м        |             | +                   |          |
| 1978      | Конан — мальчик из будущего                                    | сериал     | 26 эпизодов |                     |          |
| 1979      | Люпен III: Замок Калиостро                                     | фильм      | +           | +                   |          |
| 1980      | Люпен III: Часть 2                                             | сериал     | 2 эпизода   | 2 эпизода           |          |
| 1984      | Великий детектив Холмс                                         | сериал     | 6 эпизодов  | 1 эпизод            |          |
| 1984      | Mirai shônen Konan Tokubetsu-hen: Kyodaiki Giganto no Fukkatsu | фильм      | +           |                     |          |
| 1984      | Навсикая из Долины ветров                                      | фильм      | +           | +                   |          |
| 1986      | Небесный замок Лапута                                          | фильм      | +           | +                   |          |
| 1987      | История каналов Янагавы                                        | док. фильм |             |                     | +        |
| 1988      | Мой сосед Тоторо                                               | фильм      | +           | +                   |          |
| 1989      | Ведьмина служба доставки                                       | фильм      | +           | +                   | +        |
| 1990—1991 | Надя с загадочного моря                                        | сериал     |             | только автор идеи   |          |
| 1991      | Ещё вчера                                                      | фильм      |             |                     | +        |
| 1992      | Порко Россо                                                    | фильм      | +           | +                   |          |
| 1992      | Что это?                                                       | к/м        | +           |                     |          |
| 1994      | Bойна тануки в периоды Хэйсэй и Помпоко                        | фильм      |             | только автор идеи   | +        |
| 1995      | На старт!                                                      | к/м        | +           | +                   |          |
| 1995      | Шёпот сердца                                                   | фильм      |             | +                   | +        |
| 1997      | Принцесса Мононоке                                             | фильм      | +           | +                   |          |
| 1999      | Конан – мальчик из будущего 2                                  | сериал     |             | только автор идеи   |          |
| 2001      | Охота на кита                                                  | к/м        | +           | +                   |          |
| 2001      | Унесённые призраками                                           | фильм      | +           | +                   |          |
| 2002      | Великий день Коро                                              | к/м        | +           | +                   |          |
| 2002      | Воображаемые летающие аппараты                                 | к/м        | +           | +                   |          |
| 2002      | Мэй и Кот-автобус                                              | к/м        | +           | +                   |          |
| 2002      | Возвращение кота                                               | фильм      |             |                     | +        |
| 2004      | Ходячий замок                                                  | фильм      | +           | +                   | +        |
| 2006      | Водяной паук Мон-мон                                           | к/м        | +           | +                   | +        |
| 2006      | В поисках дома                                                 | к/м        | +           | +                   | +        |
| 2006      | День, когда я приобрела звезду                                 | к/м        | +           | +                   |          |
| 2006      | Сказания Земноморья                                            | фильм      |             | только автор идеи   |          |
| 2008      | Рыбка Поньо на утёсе                                           | фильм      | +           | +                   | +        |
| 2010      | Хвост сумоиста                                                 | к/м        |             | +                   |          |
| 2010      | Ариэтти из страны лилипутов                                    | фильм      |             | +                   | +        |
| 2010      | Мистер Тесто и Принцесса Яйцо                                  | к/м        | +           | +                   |          |
| 2011      | Охота за сокровищем                                            | к/м        |             | только планирование |          |
| 2011      | Со склонов Кокурико                                            | фильм      |             | +                   |          |
| 2013      | Ветер крепчает                                                 | фильм      | +           | +                   |          |
| 2018      | Гусеница Боро                                                  | к/м        | +           | +                   | +        |
| 2023      | Мальчик и птица                                                | фильм      | +           | +                   |          |

## Комментарии
1. ↑  Братьями Хаяо Миядзаки были Арата, Ютака и Сиро[5].
2. ↑  Мать Хаяо Миядзаки была образованной женщиной, и при этом достаточно строгой. Его брат Сиро впоследствии рассказывал, что персонаж Дора из фильма «Небесный замок Лапута» был похож на их мать, но «по характеру, а не внешне»[5].
3. ↑  Для этого фильма Миядзаки также нарисовал небольшую мангу, которая публиковалась в газете Tokyo Shimbun[35][36].
4. ↑  Причиной такого решения стало отсутствие творческой перспективы, а также конфликты с руководством студии[43].
5. ↑  Данное аниме стало прототипом созданного впоследствии фильма «Мой сосед Тоторо»[46].
6. ↑  Сам фильм «Порко Россо» можно охарактеризовать как антивоенную пропаганду[86].